# جلیل‌آباد (کلات)
جلیل‌آباد، روستایی در دهستان کبودگنبد بخش مرکزی شهرستان کلات استان خراسان رضوی ایران است.

## جمعیت
بر پایه سرشماری عمومی نفوس و مسکن در سال ۱۳۹۵ جمعیت این روستا ۱۶۹ نفر (در ۵۱ خانوار) بوده‌است.